# Lotnisko Namysłów
Lotnisko Namysłów znajdowało się na zachód od Namysłowa, w pobliżu miejscowości Krasowice (Kraschen) i bliskim sąsiedztwie miejscowości Niwki (Niefe), Przeczów (Prietzen) oraz Smarchowice Śląskie (Windisch Marchwitz). 

## Dane lotniska
- Położenie: 51° 03' 51" N, 17° 35' 37" E
- Długość drogi startowej – 2000 m
- Szerokość drogi startowej: – 80 m
- RWY: 09/27
- Rodzaj nawierzchni: trawiasta
- Elewacja – 150 m  / 492 ft (n.p.m.).

Źródło 

## Historia lotniska
Lotnisko Namysłów w czasie II wojny światowej do roku 1945, było lotniskiem polowym dla lotnictwa Luftwaffe. Pełniło rolę lotniska awaryjnego dla powracających z frontu niemieckich samolotów. 
Po drugiej wojnie światowej wykorzystywane przez radziecką bazę lotniczą w Skarbimierzu pod Brzegiem, stacjonującą na Lotnisku Brzeg-Skarbimierz jako lotnisko polowe, zapasowe . W latach 1966–67 Rosjanie zaczęli zakładać i rozbudowali tu swoją jednostkę wojskową. Już w roku 1968 lotnisko było gotowe do użytku.
Zajmowało powierzchnię 326 hektarów, a teren lotniska ogrodzony był drutem kolczastym. Pas dla lądujących i startujących odrzutowców stanowiła utwardzona powierzchnia naturalna. Bardzo często lądowały na nim śmigłowce. Lotnisko pełniło ważną funkcję podczas Operaci „Dunaj” na Czechosłowację w 1968 roku. Z tego wówczas lotniska startowały wcześniej zgromadzone samoloty odrzutowe. 27 sierpnia 1968 roku wystartowało ok. 90 maszyn typu MiG-19, biorąc udział w tej operacji.
W trakcie ćwiczeń w latach 1977-78 rozbiły się 2 radzieckie samoloty prawdopodobnie typu MiG. Jeden z nich rozbił się koło miejscowości Kopalina. Jeden z pilotów zdołał się katapultować, drugi nie zdążył i zginął w katastrofie odrzutowca. Druga z maszyn prawdopodobnie MiG-19 spadła ok. 500 m od miejscowości Przeczów, pilot zginął na miejscu.
Po rozpadzie układu warszawskiego i związku radzieckiego od 15 maja 1991 do 1992 roku Rosjanie opuszczali lotnisko w Krasowicach. 15 maja 1991 roku zostało przekazane do użytku wojska polskiego , po czym ziemię przejęła gmina Namysłów. Od tamtej pory opuszczone koszary po żołnierzach radzieckich, zostały przez następne lata zdewastowane i rozgrabione. Do dziś pozostały jeszcze ślady fundamentów po budynkach i barakach żołnierskich, sam pas startowy stanowią pola uprawne i porośnięte nieużytki.

## Komendanci lotniska
- mjr Bilewicz - pochodzenia polskiego z Białorusi
- Katlorow - rosjanin
- Karyzt - nazwisko nieznane, pochodził z Uzbekistanu
- mjr Wołoszczuk - Hucuł z okolic Kołomyi
- mjr Antoni Pawłow - rosjanin
- mjr Eugeniusz Dubin, z pochodzenia tatar, muzułmanin.